# Bór
A bór a periódusos rendszer kémiai elemeinek egyike. Vegyjele B, rendszáma 5. Régies magyar elnevezése a bórany. Mivel a csillagok nukleoszintézise során nem, kizárólag a kozmikus sugárzás általi spalláció (=felhasadás) révén keletkezik, a bór ritka elem a Naprendszerben és a földkéregben egyaránt. A Földön a bór a természetben gyakrabban előforduló vegyületei, a borát ásványok vízoldhatósága révén koncentrálódik. Ezeket sókőzetek (evaporitok) formájában – mint például bórax (Na2B4O5(OH)4·8H2O) és kernit (Na2B4O5(OH)4·2H2O) – ipari méretekben bányásszák.
A kémiailag kötetlen bórt a félfémek közé sorolják, kis mennyiségben megtalálható a meteoroidokban, de a Földön nem fordul elő a természetben. A nagyon tiszta bór ipari előállítása nehézségekbe ütközik, mivel az elem hajlamos makacs vegyületeket alkotni kis mennyiségű szénnel és más elemekkel. A bórnak több allotrop módosulata is létezik: az amorf bór barnásfekete por, míg a kristályos bór fekete, igen kemény (a gyémánt után a második legkeményebb anyag; Mohs-keménysége 9,5) és szobahőmérsékleten rossz vezető. Az elemi bórt a félvezetőipar adalékként hasznosítja.
A bórvegyületek legfontosabb ipari felhasználási területei a nátrium-perborát fehérítő, illetve az üvegszál szigetelésben lévő bórax. A bór polimerek és kerámiák speciális szerepet töltenek be, mint nagy szilárdságú, könnyű szerkezeti- és tűzálló anyagok. A bór vegyületeit szilícium-dioxid alapú kerámia üvegekben is alkalmazzák, hogy ellenállóvá tegyék azokat a hősokkal szemben. A bórtartalmú reagenseket intermedierként használják a szerves finom vegyszerek szintézisekor. Mindössze néhány bórtartalmú szerves gyógyszer létezik, vagy áll tanulmányozás alatt. A természetes bórnak két stabil izotópja van, ezek egyike (bór-10) számos felhasználással bír mint neutronelnyelő anyag.
Biológiai szempontból a borátok az emlősök számára akut módon kevéssé, de az ízeltlábúak számára erősen mérgező anyagok, ezért rovarölő szerekben használják. A bórsav enyhén antimikrobiális hatású, valamint ismert egy természetes bórtartalmú szerves antibiotikum is. A bór nélkülözhetetlen az élethez. Kis mennyiségben a bórvegyületek szerepet játszanak a növények sejtfalának megerősítésében, így a bórra szükség van a talajban. A kísérletek azt mutatják, hogy a bór az állatok számára ultra-nyomelem (ultratrace element), de szerepe az állati fiziológiában ismeretlen. Magas dózisa emlősökben (és feltehetően az emberben is) a reprodukciós szervek károsodását és a magzatok esetében fejlődési rendellenességeket okoz.

## Etimológiája és története
A bór elnevezése az arab بورق (buraq) vagy a perzsaبوره (burah) szóból származik, amelyek a bórax ásvány nevei.

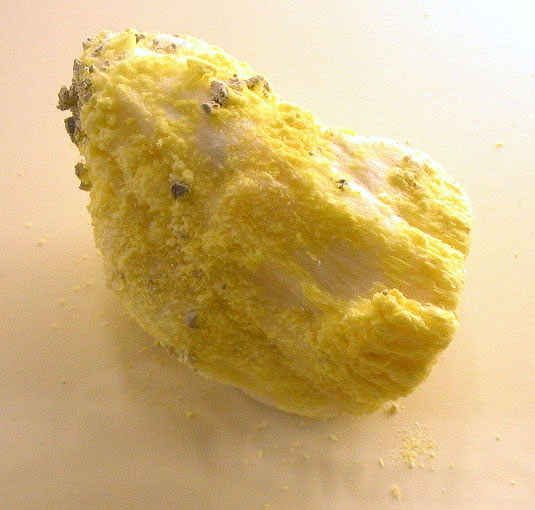
Szasszolit ásvány.

A bór vegyületei évezredek óta ismertek. A bórax ismert volt Tibet nyugati sivatagaiban, ahol elnevezése a szanszkrit eredetű tincal volt. Kr. u. 300-ban már bóraxtartalmú mázakat használtak Kínában, és a tincal elérte a Nyugatot is, amit a perzsa alkimista Dzsábir ibn Hajján feltehetőleg megemlít Kr. u. 700-ban. Marco Polo a 13. században hozott vissza néhány mázat Olaszországba. Agricola 1600 körül feljegyezte a bórax folyatószerként való használatát a kohászatban. 1777-ben bórsavat találtak a Firenzéhez közeli termálvíz forrásokban (soffioni), amely sal sedativum néven vált ismertté, és főleg orvosi célokra használták. A ritka szasszolit-ásvány nevét az olaszországi Sassoról kapta, amely az európai bórax fő forrása volt 1827 és 1872 között, amikor is amerikai források léptek a helyébe. A bór vegyületei viszonylag ritkán használt vegyszerek voltak az 1800-as évekig, amikor Francis Marion Smith Pacific Coast Borax Company népszerűvé, valamint nagy mennyiségben elérhetővé, és így olcsóvá tette azokat.
A bórról nem tudták, hogy önálló elem, amíg Sir Humphry Davy, Joseph Louis Gay-Lussac és Louis Jacques Thénard el nem különítette. 1808-ban Davy megfigyelte, hogy borát-oldatba elektromos áramot vezetve, az egyik elektródón barna csapadék képződik. Ezt követő vizsgálataiban elektrolízis helyett káliummal próbálta redukálni a bórsavat. Elegendő bórt állított elő ahhoz, hogy bebizonyítsa az új elem létezését, amit boraciumnak nevezett el. Gay-Lussac és Thénard vas segítségével, magas hőmérsékleten redukálta a bórsavat. Bór levegővel történő oxidálása révén megmutatták, hogy a bórsav egy oxidációs termék. Jöns Jakob Berzelius elemként azonosította a bórt 1824-ben. A vegytiszta bór előállítása (1909) azonban vitathatatlanul az amerikai kémikus, Ezekiel Weintraub nevéhez köthető.

## Tulajdonságai

### Allotrop módosulatai

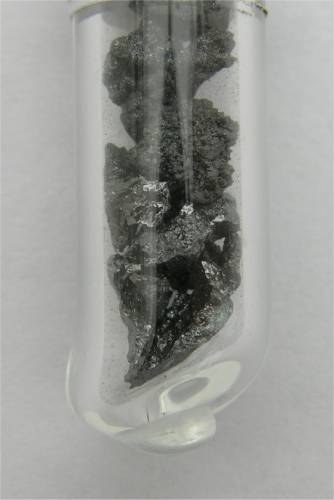
Bór darabkák.

A szénhez hasonlóan a bór is képes stabil, kovalens kötéses atomrács kialakítására. A névleg rendezetlen (amorf) bór egymással véletlenszerűen kapcsolódó szabályos bór ikozaéderekből áll, nagy kiterjedésű rendezettség nélkül. A kristályos bór nagyon kemény, fekete anyag; amely magas, 2000 °C feletti olvadásponttal rendelkezik. Négy fő polimorfja létezik: α, β, γ és T. Az α, β, és T fázisok a B12 ikozaéderen alapulnak, a γ fázis pedig úgy írható le, mint a B2 atompárok és a bór-ikozaéder kősó-típusú összekapcsolódása. A γ fázis előállítása más bór fázisokból nagy nyomáson (12-20 GPa) és magas hőmérsékleten (1500-1800 °C) történhet. A fázis a nyomás és a hőmérséklet lecsökkenése után is stabil marad. A T fázis hasonló nyomáson keletkezik, de magasabb hőmérséklet (1800-2200 °C) szükséges. Az α és β fázis környezeti körülmények között egymás mellett létezhet, de a β fázis stabilabb. 160 GPa feletti nyomáson egy ismeretlen szerkezetű fázis jön létre, amely 6–12 K között szupravezető.
| Fázis                             | α           | β           | γ          | T            |
| --------------------------------- | ----------- | ----------- | ---------- | ------------ |
| Szimmetria                        | Romboéderes | Romboéderes | Ortorombos | Tetragonális |
| Atom/egységnyi cella              | 12          | ~105        | 28         |              |
| Sűrűség (g/cm³)                   | 2,46        | 2,35        | 2,52       | 2,36         |
| Vickers-keménység (GPa)           | 42          | 45          | 50–58      |              |
| Kompressziós (bulk) modulus (GPa) | 185         | 224         | 227        |              |
| Tiltott sáv (eV)                  | 2           | 1,6         | 2,1        |              |

### Kémiai tulajdonságai

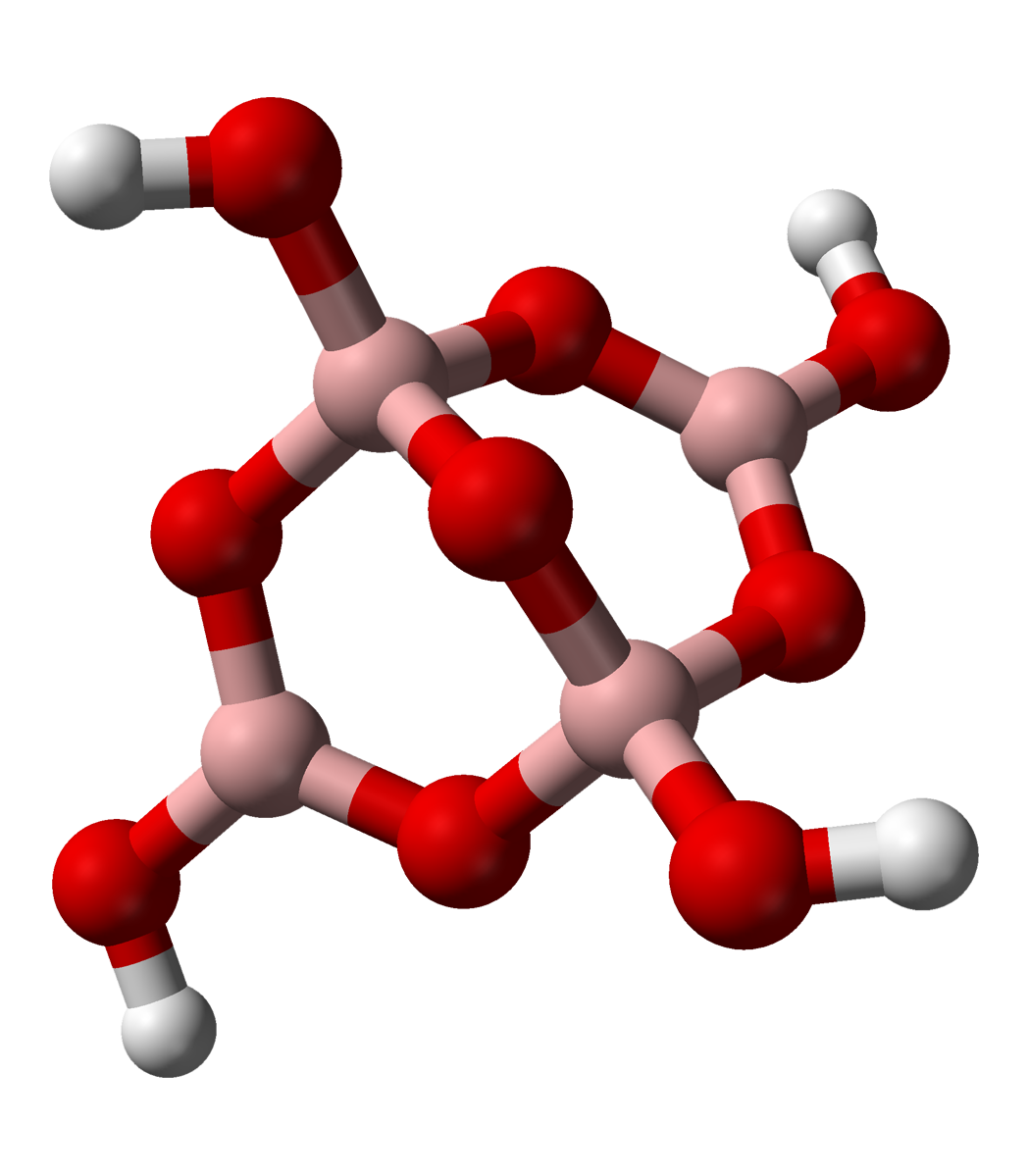
A tetraborát-anion ([B_{4}O_{5}(OH)_{4}]^{2−}) pálcikamodellje, ahogy a kristályos bóraxban (Na_{2}[B_{4}O_{5}(OH)_{4}]·8 H_{2}O) megtalálható. Vegyük észre, hogy két bóratom három kötést képez (sp²), így névleges töltésük zérus; míg két bóratom négy kötéssel kapcsolódik (sp³), töltésük -1. Mindegyik bóratom oxidációs száma: +3. A természetes bórásványokra jellemző az ilyesféle koordinációs szám / névleges töltés arány.

Az elemi bór ritka és kevéssé ismert anyag, mivel rendkívül nehéz tiszta állapotban előállítani. A legtöbb „bór” tanulmányt kis mennyiségű szénnel szennyezett mintán végezték. Kémiailag a bór jobban hasonlít a szilíciumra, mint az alumíniumra. A kristályos bór kémiailag közömbös, és ellenáll még a sósavas és hidrogén-fluoridos forralásnak is. Finoman eloszlatott formában lassan megtámadja a forró, tömény hidrogén-peroxid, a forró, tömény salétromsav, a forró kénsav valamint annak krómsavval alkotott forró elegye.
Levegőnek kitéve, közönséges körülmények között a bór felszínén védő oxidréteg vagy hidroxidréteg alakul ki, ami megakadályozza a további korróziót. A bór oxidációjának sebessége függ a kristályosság mértékétől, a részecskemérettől, a vegytisztaságtól és a hőmérséklettől. A bór magasabb hőmérsékleten bór-trioxiddá ég el:
{\displaystyle \mathrm {4\ B\ +\ 3\ O_{2}\ \rightarrow \ 2\ B_{2}O_{3}} }
A bór halogénezés révén trihalogenideket képez, például:
{\displaystyle \mathrm {2\ B\ +\ 3\ Br_{2}\ \rightarrow \ 2\ BBr_{3}} }
A trikloridot a gyakorlatban általában az oxidból állítják elő.

#### Vegyületei
A legtöbb vegyületében a bór névleges oxidációs száma: +3. Ide tartoznak az oxidok, szulfidok, nitridek és a halogenidek.

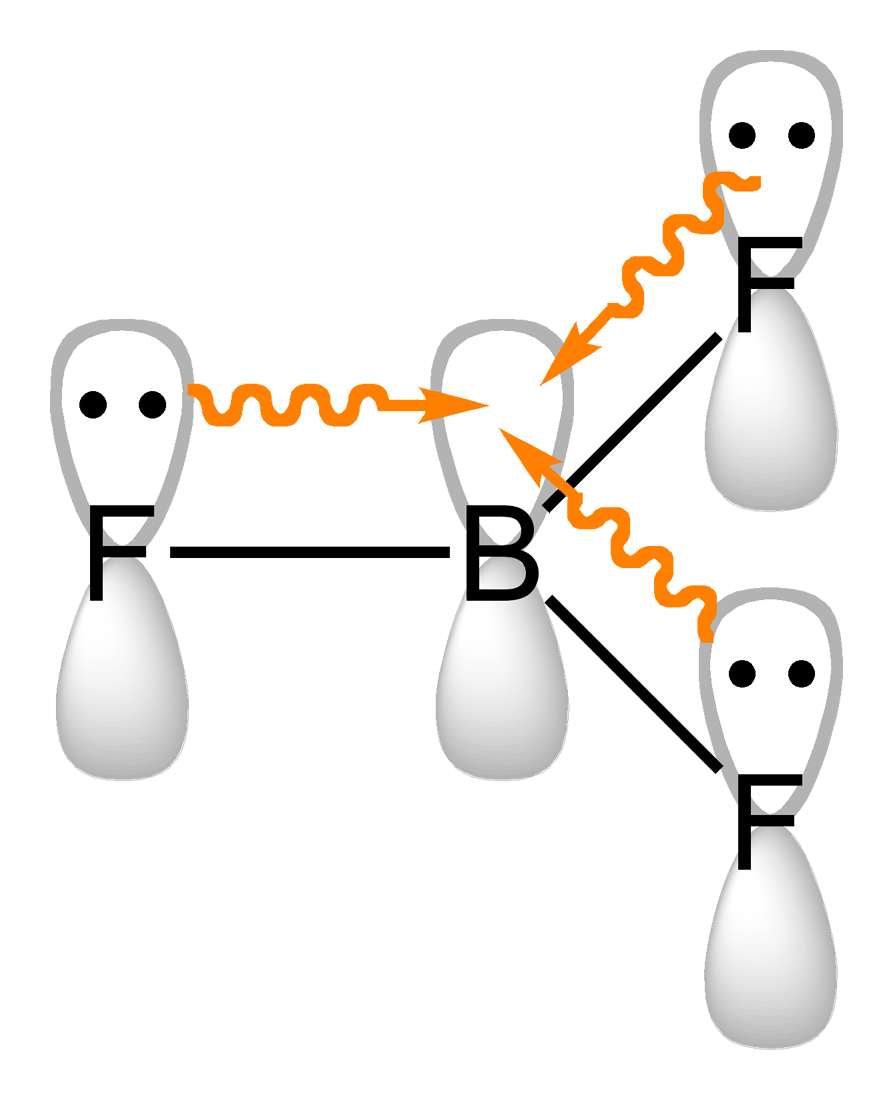
A bór-trifluorid szerkezete, mutatva az üres p orbitált a π típusú datív kötésben.

A trihalogenidek szerkezete síkháromszöges, Lewis-savak, azaz elektronpár donorok lévén könnyen képeznek adduktumot más Lewis-bázisokkal. Például a fluorid (F−) és a bór-trifluorid (BF3) egyesülése tetrafluoroborát-aniont (BF−4) eredményez. A bór-trifluoridot a petrolkémiai ipar katalizátorként hasznosítja. A halogenidek reagálnak a vízzel, ezzel bórsavat alkotva.
A természetben fellelhető bór a Földön szinte teljes egészében bór(III)-oxidok formájában van jelen, gyakran más elemekkel társulva. Több mint száz borát ásvány tartalmaz +3 oxidációs számú bórt. Ezek az ásványok bizonyos tekintetben hasonlítanak a szilikátokra, habár a bór nemcsak tetraéderes, hanem sokszor síkháromszöges molekulaszerkezet alkot az oxigénnel. Ellentétben azonban a szilikátokkal, a bórásványokban sosem fordul elő négynél nagyobb koordinációs számú bóratom. A tipikus motívumot példázza a közönséges bórax ásványban található tetraborát-anion (lásd balra). Az ásványokban, a névlegesen egyszeres negatív töltésű borát központokat fém-kationok veszik körül; a bórax esetében például Na+ ionok.
A boránok a bór hidrogénnel alkotott vegyületei, általános képletük BxHy. Ezek a vegyületek a természetben nem fordulnak elő. Néhány borán a levegővel érintkezve könnyen, mások hevesen oxidálódnak. A boránok homológ sorának első tagja (szülő) a borán (BH3), amely azonban csak gázhalmazállapotában ismert, és diboránná (B2H6) dimerizálódik. A nagyobb boránok poliéderes bór klaszterekből tevődnek össze, melyek némelyike izomer. Például a B20H26 molekula izomerjei két, tízatomos klaszter egyesülésén alapulnak. A legfontosabb boránok a diborán (B2H6), és hőbomlás-termékei a pentaborán (B5H9) és a dekaborán B10H14. Anionos bór-hidridek nagy számban ismertek, ilyen például a [B12H12]2−.
A bór névleges oxidációs száma a boránokban pozitív, amely azon a megegyezésen alapul, hogy a hidrogén oxidációs száma az aktív fém-hidridekben mindig -1. A bór átlagos oxidációs száma egyszerűen, a hidrogén- és bóratomok molekulán belüli arányából számolható: például a diboránban (B2H6) a bór oxidációs száma +3, de a dekaboránban (B10H14) már 14⁄10-öd, azaz +1,4. Ezekben a vegyületekben a bór oxidációs száma gyakran nem egész szám.
A bór-nitridek figyelemre méltóan változatos struktúrákba rendeződhetnek. Képesek felvenni a szén allotrópjaival – a grafittal, a gyémánttal és a nanocsövekkel analóg molekulaszerkezeteket. A gyémántszerű tetraéderes szerkezet az úgynevezett köbös bór-nitrid (rövidítve CBN, márkanevén Borazon), melyben a szén atomok helyén bór- és nitrogénatomok váltakozva foglalnak helyet; de minden negyedik B-N kötés felfogható egy datív kovalens kötésnek, amelyben a nitrogén által adott két elektron lényegében Lewis-savként viselkedve kapcsolódik a Lewis-bázis bór(III)-központhoz. A köbös bór-nitrid – más felhasználások mellett – egyik legfontosabb alkalmazása az abrazív- illetve forgácsolószerszámok gyártása, mivel keménysége összemérhető a gyémántéval (a kettő karcolja egymást), de annál szívósabb és 1300 K-ig nem lép reakcióba az acélok vastartalmával. A grafittal analóg BN vegyület, a hexagonális bór-nitrid (h-BN), amelyben a pozitív töltésű bór- és a negatív töltésű nitrogénatomok síkban fekszenek; a szomszédos síkokban az ellentétes töltésű atomok egymás alatt és felett találhatóak. Ennek következtében a grafit és a h-BN nagyon eltérő tulajdonságokkal bír, habár mindkettő szilárd kenőanyag. Síkbeli irányokban a h-BN viszonylag gyenge elektromos és hővezető.

#### Bórorganikus kémia
Számos bórorganikus vegyület ismert, és sokuk hasznos a szerves szintézisben. Legtöbbjük a hidroborálás során állítódik elő, amely folyamat egy egyszerű vegyi anyagot, a diboránt (B2H6) hasznosítja. A szerves bór(III) vegyületek általában tetraéderes vagy síkháromszög szerkezetűek, ilyenek például a tetrafenil-borát [B(C6H5)4]4− és a trifenil-borán B(C6H5)3. Azonban az egymással kölcsönható bóratomok hajlamosak arra, hogy dodekaéderes (12 oldalú) és ikozaéderes (20 oldalú) rácsszerkezetet alkossanak; amelyek vagy teljes egészében bóratomokból, vagy változó számú szén heteroatommal szennyezve állnak.
A bórorganikus vegyületek felhasználása rendkívül változatos, kezdve a bór-karbiddal, amely egy bór-karbid klaszter anionokból és kationokból álló komplex, nagyon kemény kerámia; a karboránokig bezárólag, amelyek olyan szén-bór klaszterkémiai vegyületek, melyek halogénezéssel rendkívül reaktív struktúrákat alkotnak, mint például a karborán szupersav. Például, a karboránok olyan hasznos molekuláris csoportokat alkotnak, amelyekkel jelentős mennyiségű bór adható hozzá más biokémiai anyagokhoz annak érdekében, hogy bórtartalmú vegyületeket állíthassanak elő a bór-neutronbefogásos rákterápia (BNCT) számára.

#### B(I) és B(II) vegyületek

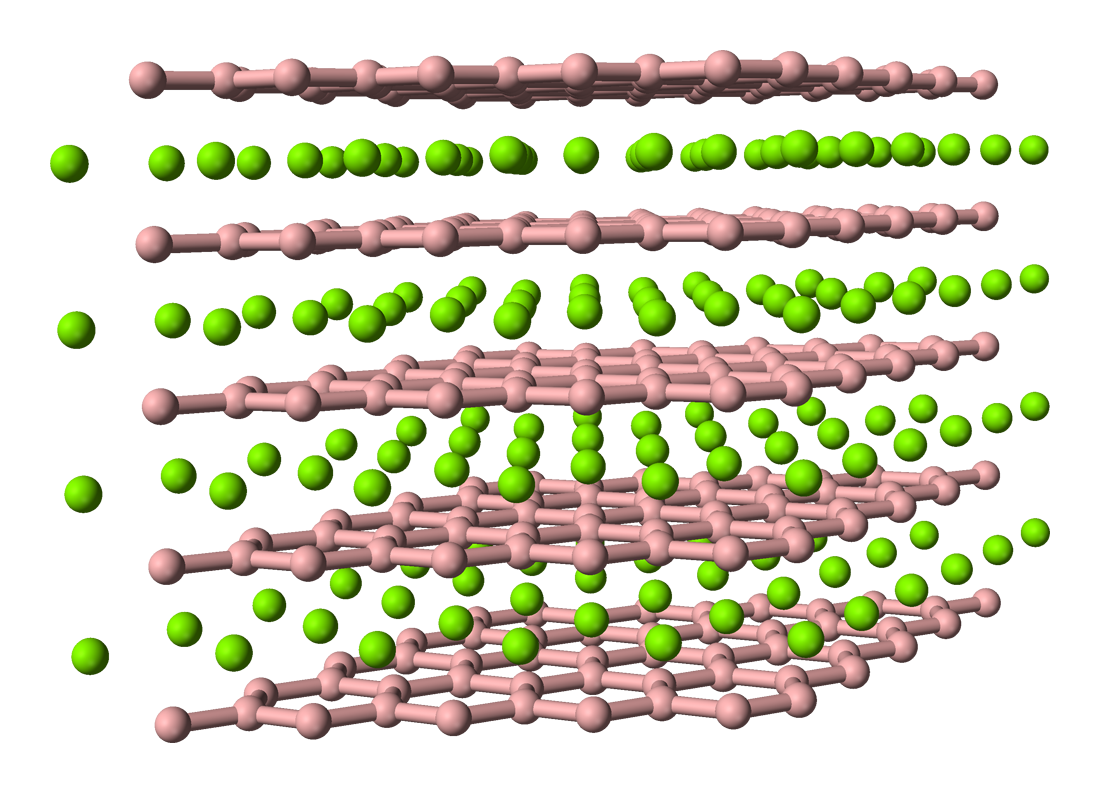
A szupravezető magnézium-diborid pálcika modellje. A bóratomok hexagonális, aromás grafit szerkezetű rétegekben fekszenek, melyben minden atom töltése -1. A magnézium(II) ionok a rétegek között helyezkednek el.

A bór számos stabil vegyületet alkot háromnál kisebb (névleges) oxidációs szám mellett, habár ezek a vegyületek nem találhatóak meg a természetben. Mint számos kovalens vegyületben, a formális oxidációs számnak kis jelentősége van a bór-hidridekben és a fém-boridokban. A halidok szintén képeznek B(I) és B(II) származékokat. A nitrogéngázzal (N2) izoelektronos bór-fluorid (BF), nem izolálható kondenzált formában, de a B2F4 és B4Cl4 jól ismertek.
A fém-boridok olyan kételemű (bináris) fém-bór vegyületek, amelyekben a bór oxidációs száma háromnál kevesebb. Ezt szemlélteti a magnézium-diborid (MgB2), melyben a bóratomok névleges oxidációs száma -1, míg a magnéziumatomoké +2. Ebben az anyagban a bóratomok három kötést alakítanak ki a síkban, illetve minden bóratomnak van egy extra kettős kötése is, amellyel a grafitéhoz hasonló réteges szerkezetet alakít ki. Ellentétben azonban a hexagonális bór-nitriddel, amely kovalens atomsíkjában hiányoznak az elektronok, a magnézium-diborid rétegekben lévő delokalizált elektronok lehetővé teszik az elektromos vezetést az izoelektronos grafithoz hasonlóan. Ezen túlmenően, 2001-ben felfedezték, hogy ez az anyag magas hőmérsékleten is szupravezető.
Bizonyos, egyéb fém-boridok speciális alkalmazásai a forgácsoló-szerszámok, elsősorban ezen anyagok különlegesen nagy keménysége miatt.
Strukturális szempontból a legjellegzetesebbek a bór-hidrid vegyületek. Ebbe a csoportba tartoznak az olyan klaszter vegyületek, mint a dodekaborát (B12H2−12), a dekaborán(B10H14), illetve a karboránok, mint például a C2B10H12. Ezek a vegyületek jellemzően négynél nagyobb koordinációs számú bóratomokat tartalmaznak.

### Izotópjai
A bórnak két, természetben előforduló stabil izotópja van, a 11B (80,1%) és a 10B (19,9%). A tömegkülönbség változatos δ11B értékeket eredményez, amely definíció szerint a 11B és 10B hányadosa. Hagyományosan ezrelékben fejezik ki, természetes vizekben az értéke −16 és +59 közé esik. A bórnak 13 ismert izotópja van, a legrövidebb életű a 7B, amely alfa-bomlás és proton-emisszió révén bomlik. Felezési ideje 3,5·10−22 s. Az egyes izotópokat a B(OH)3 és [B(OH)4]- ion-kicserélődési reakcióit felhasználva választhatjuk szét. A bórizotópok természetes reakciókban (ásványok kristályosodása, a víz fázisváltozása hidrotermális rendszerekben; a kőzetek hidrotermális átalakulása) is elkülönülhetnek. Ez utóbbi folyamatban inkább a [10[B(OH)4]− ionok vesznek részt, melyek agyagásványokba vándorolnak. Ez az oldatokban a 11B(OH)3 feldúsulásához vezet, valószínűleg ezért nagyobb a 11B részaránya a tengervízben, mint az óceáni és szárazföldi kéregben. Ez a különbség akár izotópos azonosítást is szolgálhat. Az egzotikus 17B nukleáris halo jelenséget mutat, tehát sugara jelentősen nagyobb, mint amit a folyadékcsepp-modell megjósol.
A 10B jó termikus neutron befogó (lásd neutronbefogási hatáskeresztmetszet). Az atomenergetikai ipar a természetben megtalálható bórt közel tiszta bór-tízzé dúsítja. A kevésbé értékes melléktermék – a szegényített bór – majdnem tiszta 11B.

#### Kereskedelmi izotópdúsítás
Nagy neutronbefogási hatáskeresztmetszete miatt a bór-10-et gyakran használják neutronelnyelő anyagként az atomreaktorokban a maghasadás szabályozására. Számos ipari dúsítási eljárást fejlesztettek ki, de csak a bór-trifluorid dimetil-éter adduktumának (DME-BF3) frakcionált vákuumdesztillációja és a borátok oszlopkromatográfiás elválasztását használják.

#### Dúsított bór (bór-10)

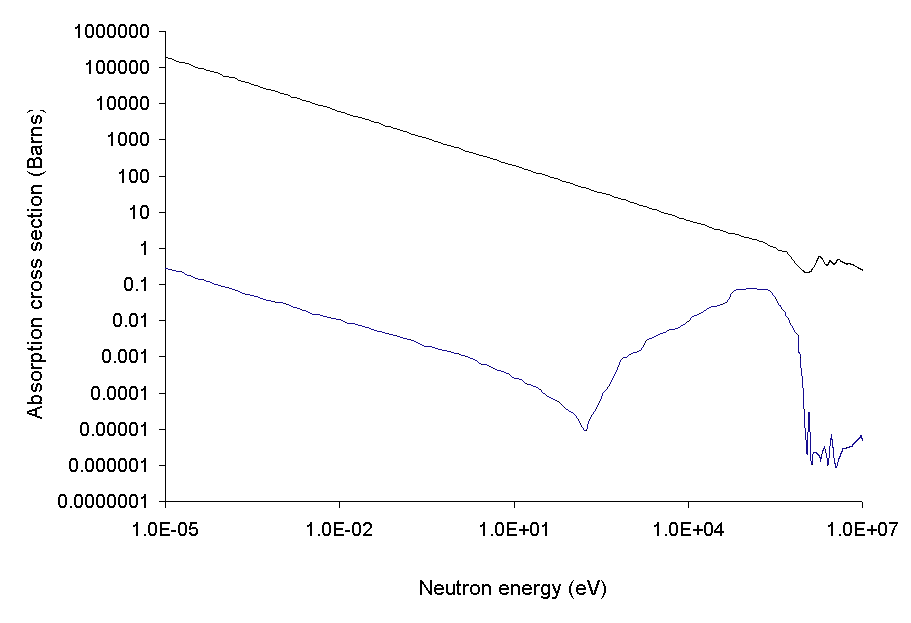
A bór neutronbefogási hatáskeresztmetszete (a felső görbe a ^{10}B-re, az alsó görbe a ^{11}B-re vonatkozik).

A dúsított bór vagy bór-10 alkalmazási területe a sugárzás árnyékolás, illetve az elsődleges nuklid a neutronbefogásos rákterápiában. Ez utóbbi (bór-neutronbefogásos rákterápia avagy BNCT) lényege, hogy egy bór-10 tartalmú vegyületet építenek be egy gyógyszerbe, amelyet szelektíven vesz fel a rosszindulatú daganat és a környező szövetek. A beteget ezután kis energiájú neutron nyalábbal kezelik, amely relatíve kis sugárdózist jelent. A neutronok ugyanakkor energetikus és rövid hatótávolságú másodlagos alfa-részecske és lítium-7 nehézion sugárzást váltanak ki, amelyek a bór és a neutron magreakciója révén keletkeznek. Ez az ionsugárzás a tumorsejten belülről, járulékosan bombázza a tumort magát.
Az atomreaktorokban a bór-10-et a reaktivitás szabályozására, illetve vészhelyzeti leállító rendszerekhez használják fel. Eme funkciót betöltheti mint a szabályzórudakban lévő bórszilikát, vagy mint bórsav. A nyomottvizes reaktorokban a bórsavat a hűtőközegbe adagolják, amikor az üzemet fűtőanyag-utántöltés céljából leállítják. Ezután, ahogy a fűtőanyag mennyisége folyamatosan csökken, és ezáltal egyre csökken a reaktivitása, a bórsavat is lassan (hónapok alatt) kiszűrik.
A dúsított bórnak elméleti szerepe lehet a jövőbeni emberes bolygóközi űrrepülőgépek szerkezeti anyagaként (bórszál, vagy BN nanocső formájában), egyúttal a sugárzás árnyékolás funkcióját is elláthatja. A többnyire nagy energiájú protonokból álló kozmikus sugárzás elleni védekezés egyik nehézsége az űrhajó szerkezeti anyagai és a kozmikus sugárzás kölcsönhatása során létrejövő, nagy energiájú spallációs neutronokból álló másodlagos sugárzás. Ezek a neutronok moderálhatóak könnyű elemekben gazdag anyagokkal, például polietilénnel is, de a moderált neutronok továbbra is sugárveszélyt jelentenek mindaddig, amíg az árnyékolás aktívan el nem nyeli azokat. A termikus neutronokat elnyelő, könnyű elemek közül a 6Li és a 10B potenciális űrhajó szerkezeti anyagok, mivel mind a mechanikai megerősítés és a sugárvédelem funkcióját betölthetik.

#### Szegényített bór (bór-11)

##### Sugárzásnak ellenálló félvezetők
Amint a kozmikus sugárzás eléri az űrhajó szerkezetét, szekunder neutronokat hoz létre. Ezeket a neutronokat gamma-sugárzás, alfa-részecske, és lítiumion keletkezése közben a 10B befogja, amennyiben jelen van az űrhajó félvezetőiben. Ezek a keletkező bomlástermékek aztán besugározhatják a közeli félvezető „chip” elemeket, ezzel adatvesztést (bit-flip, vagy single event upset) okozva. A sugárzással szemben ellenálló (vagy más szóval sugárzás-keményített) félvezetők tervezésekor az egyik lehetséges megoldás a szegényített bór alkalmazása, amely 11B-ben gazdag, ugyanakkor gyakorlatilag nem tartalmaz 10B-t. Ez azért előnyös, mert a 11B jórészt immunis a sugárzásos károsodásra. A szegényített bór az atomenergetikai-ipar mellékterméke.

##### Proton-bór fúzió
A bór-11 az egyik lehetséges jelölt a neutronmentes fúzió üzemanyagának szerepére. 500 keV energiájú protonnal történő besugárzás hatására három alfa-részecske és 8,7 MeV energia szabadul fel. A legtöbb magfúziós reakció – beleértve a hidrogént és héliumot – erős neutronsugárzást hoz létre, ami gyengíti a reaktor szerkezeti anyagait, illetve hosszú távú radioaktivitást indukál, ezzel veszélyeztetve az üzemeltető személyzetet. Ezzel szemben a 11B fúziójának alfa-részecskéi közvetlenül befoghatóak villamos energia termelésre, illetőleg a reaktor leállításával egyidőben minden sugárzás megszűnik.

#### NMR spektroszkópia
Mind a bór-10 és bór-11 rendelkezik magspinnel. A bór-10 esetében ez az érték 3, a bór-11 esetében pedig 3⁄2. Ezek az izotópok ennélfogva alkalmasak a mágneses magrezonancia spektroszkópia számára. Speciálisan a bór-11 atommagok detektálására kifejlesztett spektrométerek kaphatóak kereskedelmi forgalomban. A 10B és 11B atommagok a hozzájuk kötődött atommagokban is okoznak rezonancia különválást.

## Előfordulása

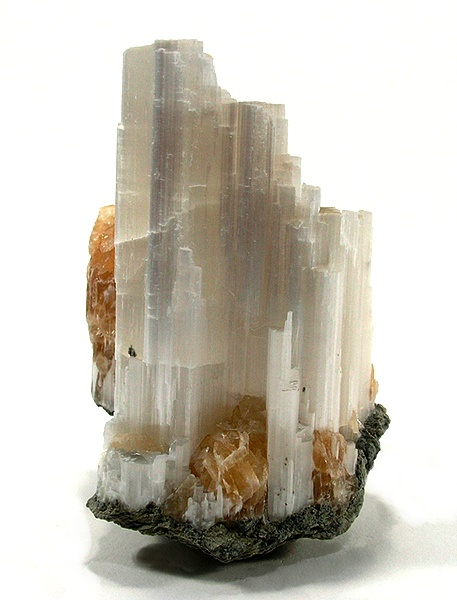
Ulexit-kalcit kristály

A bór ritka elem az univerzumban és a Naprendszerben, mivel csak nyomokban keletkezett az ősrobbanásban és a csillagokban. Kisebb mennyiségben a kozmikus spallációs nukleoszintézis révén is keletkezik, és megtalálható a nem-kombinálódott kozmikus porban és meteoroid anyagokban. A Föld magas oxigéntartalmú környezetében a bór mindig teljesen oxidált borátok (BO33− és BO45− komplexek) formájában fordul elő. Elemi állapotában azonban a Földön nem található meg.

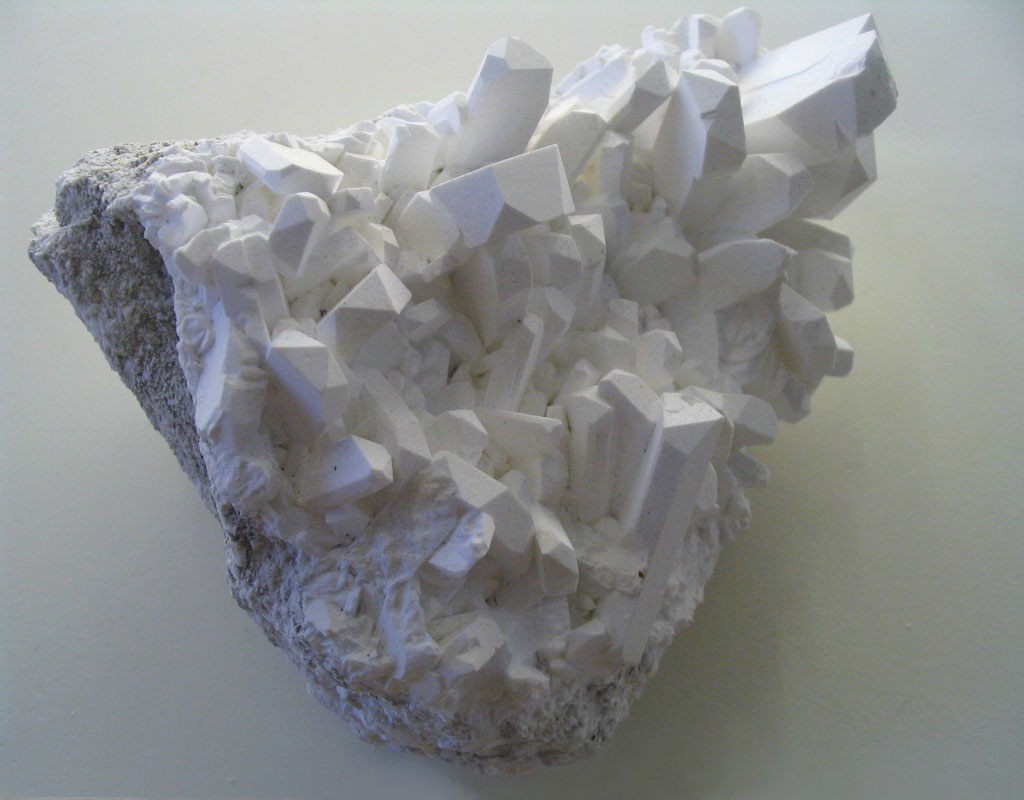
Bórax kristály

Bár a bór viszonylag ritka elem a földkéregben – mindössze 0,001%-át teszi ki a kéreg tömegének; a borátok vízben könnyen oldódnak, ennélfogva a bór egyik legfontosabb felhalmozódási helye a tengervíz. A bór erősen fluidmobilis (vízoldékony) nyomelem, azaz metamorfózis és mállás során könnyen távozik a kőzetekből. A bór megtalálható a természetben vegyületek formájában, mint például a bórax és bórsav (időnként vulkanikus forrásvizekben is). Mintegy száz különböző borát ásvány ismert. Legfontosabb endogén ásványa a turmalin, aminek bórtartalma 2,8–3,6% között ingadozik. Exogén ásványai (bórax, boracit, borokalcit) viszonylag gyakoriak. Ulexit nevű ásványa (NaCa[B5O6(OH)6] • 5 H2O) átlátszó.
Gazdaságilag fontos bórtartalmú ásványok a colemanit, a razorit (kernitérc), az ulexit és a tinkal. Ezek együttesen adják a kibányászott bórtartalmú ércek 90%-át. A legnagyobb ismert globális bórax lelőhelyek – melyek közül sok még kiaknázatlan – Közép-, és Nyugat-Törökországban találhatóak, az Eskişehir, Kütahya és Balıkesir tartományokban. A globálisan bizonyított bórásvány tartalékok mérete meghaladja az egymilliárd tonnát, szemben az éves kitermeléssel, amelynek üteme évi négymillió tonna. A bór bányászati és finomítási kapacitások a várható kereslet-növekedési szint mellett megfelelőnek tekinthetőek az elkövetkező évtizedre.

### Kitermelése
| Ország           | Kitermelés (2011) | Tartalék (2010) |
| ---------------- | ----------------- | --------------- |
| Argentína        | 800               | 9000            |
| Bolívia          | 92                | 19 000          |
| Chile            | 650               | 41 000          |
| Egyesült Államok | n.a.              | 80 000          |
| Irán             | 2                 | n.a.            |
| Kazahsztán       | 30                | 15 000          |
| Kína             | 150               | 36 000          |
| Peru             | 170               | 22 000          |
| Oroszország      | 400               | 100 000         |
| Szerbia          | n.a.              | 3000            |
| Törökország      | 1200              | 851 000         |
| Világ összesen   | ~4000             | 1 176 000       |

A világ legnagyobb bórtermelő országai az Egyesült Államok és Törökország. Törökország termeli ki a globális éves kereslet mintegy harmadát az állami tulajdonú Eti Mine Works (törökül: Eti Maden İşletmeleri) bánya- és vegyipari vállalaton keresztül, amely elsősorban a bór-ásványokra összpontosít. A vállalat állami monopóliumot gyakorol a borát ásványok bányászata felett Törökországban, amely a világon ismert tartalékok 72%-ával rendelkezik. 2012-ben a borátok globális piacán 47%-os részesedést birtokolt, megelőzve ezzel fő versenytársát, a Rio Tinto Groupot.
Hozzávetőleg a teljes kitermelés egynegyede (23%) a kaliforniai Mojave-sivatagban található Rio Tinto Borax Mine-ból (é. sz. 35° 02′ 34″, ny. h. 117° 40′ 45″35.042902°N 117.679281°WRio Tinto Borax Mine) származik.

#### Piaci trendek
A kristályos bór világpiaci ára 5 $/g (1232 Ft/g). Az elmúlt években megváltozott a bór felhasználási formája. Az ércek – például a colemanit – használata az arzéntartalmat övező aggodalmak miatt visszaszorult, ehelyett a fogyasztók a finomított borátok és bórsav felé mozdultak el, amelyekben kisebb a szennyezőanyag-tartalom.
A bórsav iránti növekvő kereslet arra sarkallt számos gyártót, hogy további kapacitásbővítésekbe fektessenek. A török állami tulajdonú Eti Mine Works 2003-ban nyitotta meg új bórsav üzemét Emetben, amelynek kapacitása évi 100 ezer tonna. A Rio Tinto Group szintén 2003-tól kezdődően három éven belül 260 ezerről, 366 ezer tonnára növelte meg kapacitásait. A kínai bór-termelők nem tudták kielégíteni a jó minőségű borátok iránti növekvő keresletet, ennek következtében a 2000 és 2005 közötti időszakban százszorosára nőtt a nátrium-tetraborát (bórax) behozatal. Ugyanebben az időszakban a bórsav-import évi 28%-kal növekedett.

## Előállítása
Az elemi bór előállításának legkorábbi módja a bór-oxidok (pl. bór-trioxid) fémekkel, például magnéziummal vagy alumíniummal történő redukciója volt. A bór-trioxidot bórsavon (H3BO3) át lehet előállítani bóraxból. A redukció után alkálifémekkel és hidrogén fluoriddal mosták át. A végtermék fém-boriddal szennyeződött.
Tiszta bór az illékony bór-halogenid (pl. BBr3) gőzök hidrogénnel, magas hőmérsékleten történő redukciójával állítható elő az alábbi reakcióegyenlet alapján:
2BBr3(g) + 3H2(g) → 2B(s) + 6HBr(g)
A félvezetőipar számára szükséges ultratiszta bór előállítása a diborán magas hőmérsékleten történő elbontásával, majd zóna-olvasztás vagy Czochralski-eljárás révén további finomítással történik.
A bórvegyületek előállítása nem jár együtt elemi bór képződésével, hanem inkább a borátok megfelelő elérhetőségét használja ki.

## Felhasználása
A kitermelt bórérc szinte teljes egészét további finomításra szánják, bórsavat és nátrium-tetraborátot (bórax) állítva elő. Az Egyesült Államokban, a bór 70%-át üvegek és kerámiák előállításához használják fel. A bórvegyületek globális ipari felhasználásának mintegy 46%-át a bór tartalmú szigetelőanyagok és a szerkezeti üveggyapotok számára szükséges üvegszál teszi ki, különösen Ázsiában. A bórt bórax-pentahidrát vagy bór-oxidok formájában az üveghez adva befolyásolható az üvegszálak szilárdsága és folyási tulajdonságai. A globális termelés további 10%-át boroszilikát üvegekhez, nagyszilárdságú üvegtermékek előállításához használják fel. Mintegy 15%-nyi bórt kerámiák készítésére használnak fel, ideértve a szuperkemény anyagokat is. A mezőgazdasági célú fogyasztás a globális termelés 11%-át teszi ki, míg a fehérítőszerek és tisztítószerek mintegy 6%-ot.

### Szálerősítéses anyagok

#### Elemi bórszál
A bórszál (bór filamentum) nagy szilárdságú, könnyű anyag, amelyet elsősorban fejlett űrhajó-szerkezetekben alkalmazott kompozitanyagok egyik összetevőjeként, valamint korlátozott mennyiségben fogyasztási cikkekben és sporteszközökben (mint például golfütő és horgászbot) használnak fel. A szálak előállíthatóak a bór volfrámszálra gőzölésével (kémiai gőzdepozíció – CVD) állíthatóak elő.
A bórszálak és a milliméternél kisebb méretű kristályos bór-rugók lézerrel támogatott kémiai gőzdepozícióval készíthetőek. A fókuszált lézernyaláb transzlációja révén még bonyolult spirális struktúrák is előállíthatóak. Ezek a szerkezetek jó mechanikai tulajdonságokat mutatnak (rugalmassági modulus 420-450 GPa, szakadási nyúlás 2,7-3,7%, törési feszültség 12-17 GPa), ezért erősítőanyagként lehet alkalmazni kerámiákban vagy mikromechanikai rendszerekben.

#### Bórozott üvegszál
Az üveggyapot egy szálerősítéses polimer, amely lényegében szövetté szőtt, üvegszállal megerősített műanyag. Az üvegszálak az üveggyapot felhasználásától függően változatos típusúak lehetnek. Ezen üvegek mindegyike tartalmaz szilícium-dioxidot vagy szilikátot, változó mennyiségű kalcium-oxidot, magnéziumot és esetenként bórt. A bór boroszilikát, bórax vagy bór-oxid formájában van jelen, és azért adagolják az üveghez, hogy megnövelje a szál szilárdságát, vagy pedig azért, hogy folyasztószerként lecsökkentse a szilícium-dioxid olvadási hőmérsékletét, amely tiszta formában túl magas ahhoz, hogy könnyen feldolgozható legyen.
Az üveggyapothoz használt erősen bórozott üvegek elnevezése az E-üveg (a név az electrical kifejezésből ered, de ma már a leggyakrabban használt általános célú üveggyapot). Az E-üveg alumínium-boroszilikát üveg, kevesebb, mint 1 tömegszázaléknyi alkáli-oxid szennyezővel, amit elsősorban üvegszál-erősítésű műanyagokhoz használnak fel. Az egyéb gyakori, magas bórtartalmú üvegek közé tartozik a C-üveg, egy magas bór-oxid tartalmú alkáli-mész üveg, amelyet vágott üvegszálakhoz és szigetelésre használnak fel; illetve a D-üveg, egy olyan boroszilikát üveg, amit alacsony dielektromos állandója után neveztek el.
Nem minden üveggyapot tartalmaz bórt, de általánosságban kijelenthető, hogy a legtöbb felhasznált üveggyapot igen. Az üveggyapot építőiparbeli és a szigeteléstechnikai elterjedtsége miatt, a bór tartalmú üveggyapot teszi ki globális bórtermelés közel felét, és egymagában a legnagyobb kereskedelmi bór-piac.

### Boroszilikát üveg

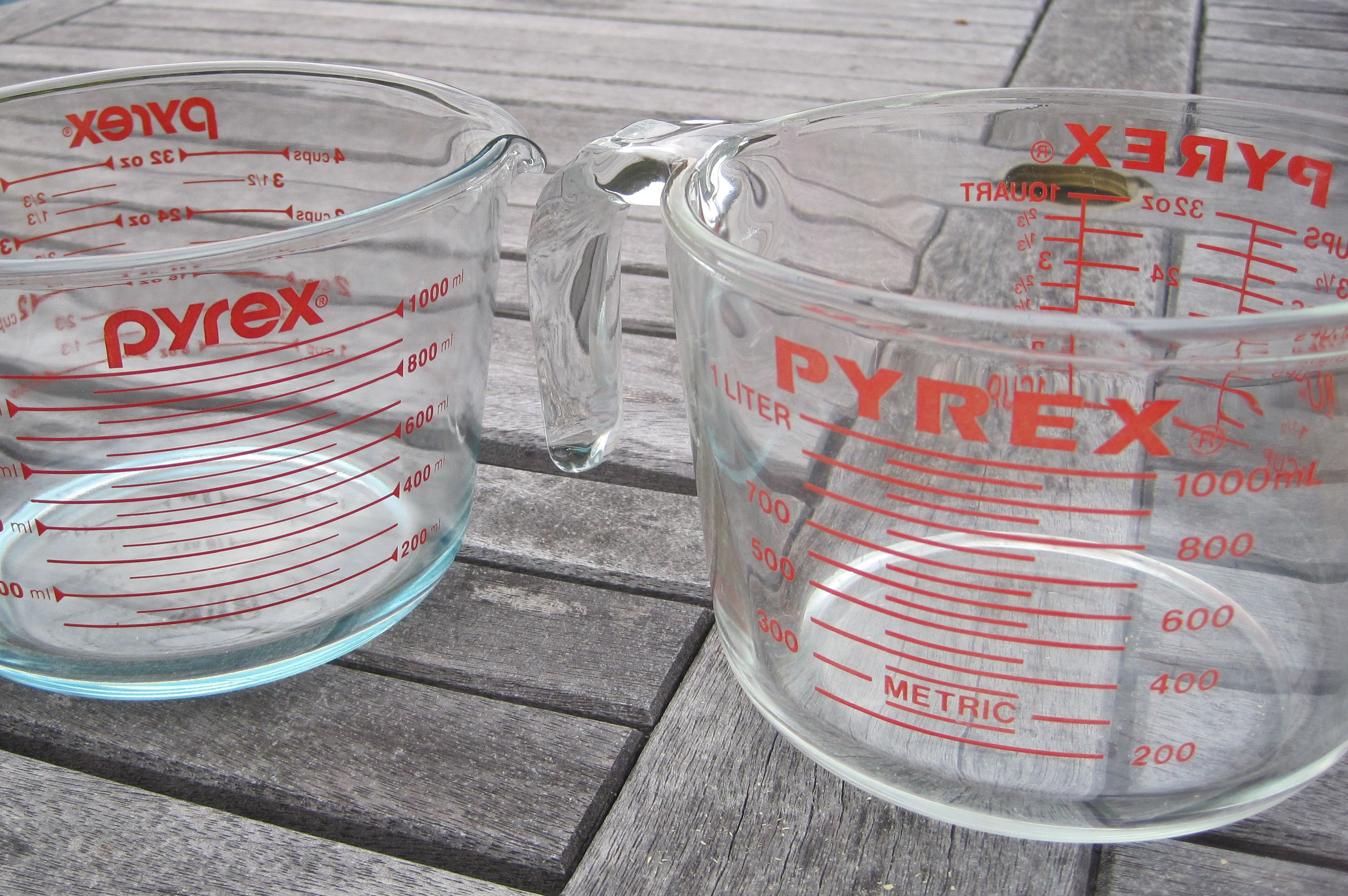
Áttetsző, boroszilikát üvegből készült Pyrex mérőpohár (jobbra), és áttetsző, temperált Pyrex szóda-mész üveg mérőpohár (balra).

A boroszilikát üveg – amely összetételét tekintve jellemzően 12-15% B2O3, 80% SiO2, és 2% Al2O3 – egy alacsony hőtágulási együtthatójú anyag, így jól ellenáll a termikus sokknak. A boroszilikát üvegek közt ismertebb márkanevek a Schott AG Duran és az Owens-Corning Pyrex termékei. Elsősorban hőellenállása miatt egyaránt használják laboratóriumi üvegtermékekhez (pl. lombik, főzőpohár, kémcső) illetve konyhai sütő-, és főzőedényekhez.

### Bór fémbevonatok
A fém-boridokat bevonatok készítésére használják fel kémiai (CVD) vagy fizikai gőzöléssel (PVD). A bór ionjainak fémekbe és ötvözetekbe történő beültetése (ion-implantációs eljárás) révén látványosan megnövelhető a felületi ellenállás és a mikrokeménység. Ugyanerre a célra bevált technológia még a lézeres ötvözés. Ezek a boridok alternatívái a gyémánt bevonatú szerszámoknak és eszközöknek, a kezelt felületeik hasonló tulajdonságokat mutatnak a nyers ömlesztett boriddal.
Például, a rénium-diborid bár környezeti nyomáson is előállítható, de a rénium komponens miatt meglehetősen drága. Hexagonálisan réteges szerkezete miatt a ReB2 keménysége jelentős anizotrópiát mutat. Értéke összehasonlítható a volfrám-karbiddal, a szilícium-karbiddal, a titán-diboriddal vagy a cirkónium-diborid. Hasonlóképpen, az AlMgB14 + TiB2 kompozitok is nagy keménységgel és kopásállósággal bírnak, ezért ömlesztett formában vagy bevonatokként magas hőmérsékletnek és erős kopásnak kitett komponensekben alkalmazzák.

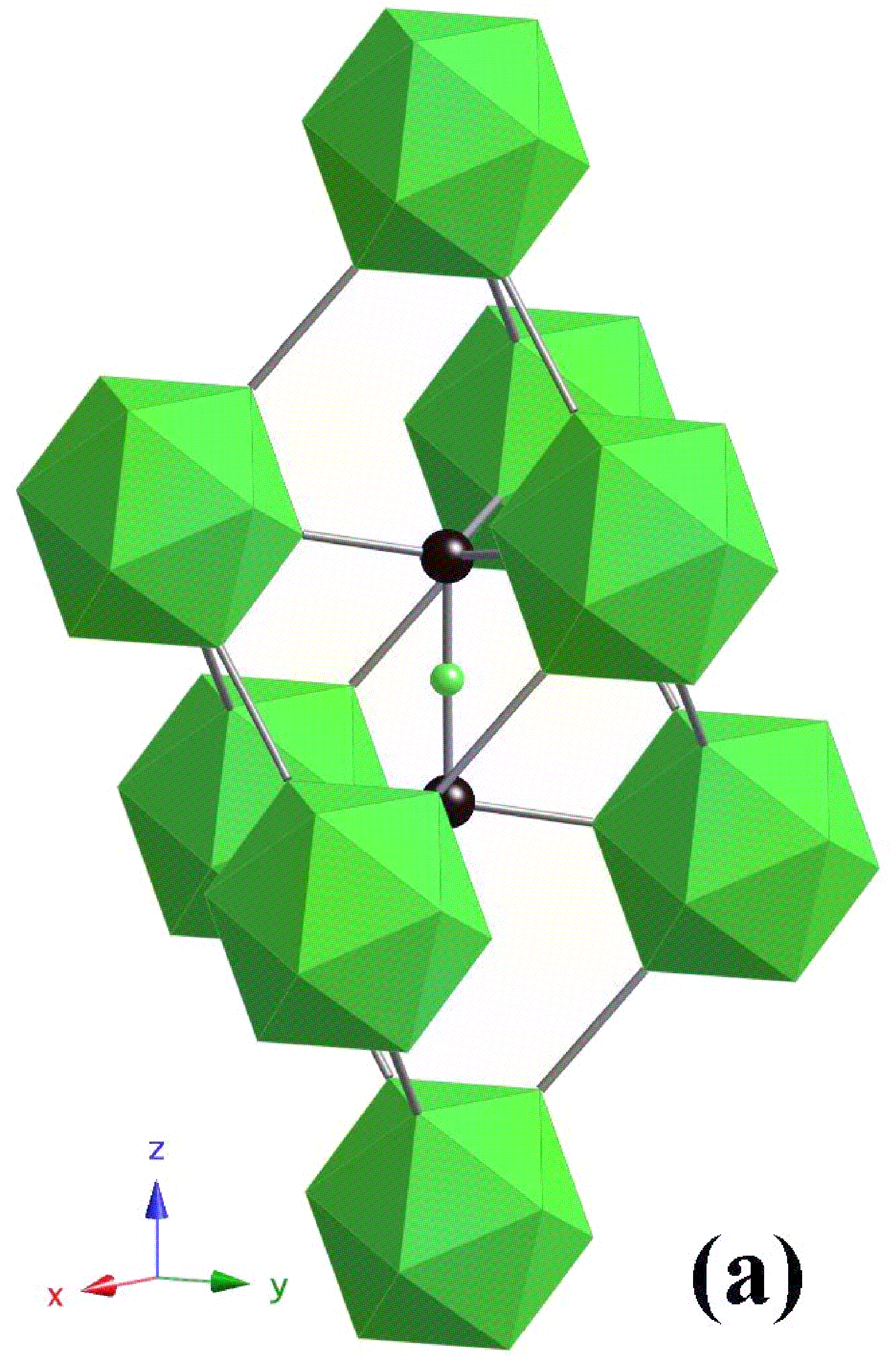
A B_{4}C elemi cellája. A zöld gömb és ikozaéder bóratomokból áll, míg a fekete gömbök a szénatomok.

### Bór-karbid kerámia
Több bórvegyület is ismert a rendkívüli keménységéről és szívósságáról. A bór-karbid egy olyan kerámia, amely B2O3 bomlásakor keletkezik elektromos kemencében, szén jelenlétében:
{\displaystyle \mathrm {2\ B_{2}O_{3}\ +\ 7\ C\ \rightarrow \ B_{4}C\ +\ 6\ CO} }
A bór-karbid szerkezete csak körülbelül B4C, a javasolt sztöchiometrikus arányhoz képest egyértelműen kevesebb szenet tartalmaz. Ennek oka a rendkívül komplex struktúra. Az anyag felismerhető tapasztalati (empirikus) képlete B12C3 (például, a B12 dodekaédert motívumnak tekintve), de a megjósolt C3-nál kevesebb szén található benne, mivel egyes atomokat C-B-C lánc helyettesít, és néhány kisebb (B6) oktaéder is jelen van. A bór-karbid ismétlődő polimer illetve félig-kristályos szerkezete tömegre vetítve nagy szerkezeti szilárdságot biztosít. A bór-karbidot felhasználják járművek (pl. harckocsik) páncélzatában, golyóálló mellényekben illetve számos egyéb szerkezeti alkalmazásban.
A bór-karbid (különösen extra bór-10 adalékkal) hosszú felezési idejű radionuklidok keletkezése nélküli neutronbefogó képessége miatt az anyag kedvelt neutronsugárzás-elnyelő anyag az atomerőművekben. A bór-karbid nukleáris alkalmazásai közé tartozik az árnyékolás (sugárvédelem), a szabályzórudak és a leállási pelletek gyártása. A szabályozórudakban a bór-karbidot gyakran porítják, hogy megnöveljék a felületét.

### Kemény, abrazív vegyületek
| Anyag                       | Gyémánt | köbös-BC2N | köbös-BC5 | köbös-BN | B4C | ReB2 |
| --------------------------- | ------- | ---------- | --------- | -------- | --- | ---- |
| Vickers-keménység (GPa)     | 115     | 76         | 71        | 62       | 38  | 22   |
| Törési szívósság (MPa·m1⁄2) | 5,3     | 4,5        | 9,5       | 6,8      | 3,5 |      |

A bór-karbid és köbös bór-nitrid porokat széles körben használják abrazív csiszolóanyagokként. A bór-nitrid egy a szénhez hasonló, izoelektronos anyag. A szénhez hasonlóan előfordul hatszögletű (puha grafit-szerű hBN) és köbös (kemény, gyémánt-szerű, cBN) formában. A hBN-t magas hőmérsékletű komponensként és többek közt puhasága miatt szilárd kenőanyagként használják. A cBN, vagy kereskedelmi nevén Borazon, egy kiváló abrazív (koptató) anyag. Keménysége csak alig valamivel kisebb, de a kémiai stabilitása sokkal jobb, mint a gyémánté. A heterogyémánt (más néven BCN) egy másik gyémántszerű bórvegyület.

### Elektronikai alkalmazások

#### Félvezetők
A bór egy hasznos adalékanyag többek közt a szilícium, a germánium, és a szilícium-karbid félvezetőkben. Mivel eggyel kevesebb vegyértékelektronja van, mint a befogadó anyagnak, ezért elektronlyukat, azaz p típusú félvezetőt eredményez. A hagyományosan módszer a bórt bejuttatására a magas hőmérsékleten végbemenő atomi diffúzió volt. Ebben az eljárásban szilárd B2O3-at, folyékony BBr3-at, vagy gáz-halmazállapotú bórt (B2H6 vagy BF3) használtak fel. Azonban az 1970-es éveket követően, ezt felváltotta az ion-implementáció, amely leginkább a BF3-on alapul. A bór-triklorid gáz szintén fontos vegyület a félvezető iparban, azonban nem adalékolásra, hanem fémek és oxidjaik plazma-maratásához használják. A trietil-boránt gőzölő reaktorokba fecskendezik (injektálják), mint bórforrás. Ilyen eljárással készülnek például a bór-tartalmú kemény szénrétegek, a szilícium-nitrid - bór-nitrid filmek, illetve a gyémántrétegek bóradalékolása.

#### Mágnesek
A bór az egyik komponense a neodímium mágneseknek (Nd2Fe14B), amelyek az állandó (permanens) mágnesek egyik legerősebb típusát képviselik. Ezek a mágnesek megtalálhatóak a legkülönbözőbb elektromechanikus és elektronikus eszközökben, mint például a mágnesesrezonancia-képalkotó (MRI) orvosi képalkotó rendszerekben, illetve a kompakt és viszonylag kis méretű motorokban és aktuátorokban. Például a számítógép merevlemezek (HDD), illetve a CD- és DVD-lejátszók alapja is a neodímium mágneses motor, amely intenzív rotációs teljesítményt biztosít rendkívül kompakt méretben. A mobiltelefonok Neo mágnesei hozzák létre azt a mágneses mezőt, amely lehetővé teszi az apró hangszórók számára a megfelelő hangteljesítmény leadását.

### Kísérleti alkalmazások
A magnézium-diborid egy fontos szupravezető anyag, amelynek átmeneti hőmérséklete 39 K. Az MgB2 vezetékek a por-a-csőben eljárással készülnek, és szupravezető mágnesekben alkalmazzák.
Az amorf bórt olvadáspont-csökkentőként használják fel a nikkel-króm ötvözetek keményforrasztásánál.
A hexagonális bór-nitrid atomi vékonyságú rétegekből áll, amelyeket felhasználnak a grafén eszközök elektron mobilitásának feljavítására. Emellett nanocsöves szerkezeteket (BNNT) is képez, amelyek egyéb kívánatos jellemzőik mellett nagy szilárdsággal, magas kémiai stabilitással, és a magas hővezető képességgel bírnak.

### Atomreaktor árnyékolása
A bórt atomreaktorokban folyamatszabályozáshoz, és a neutronsugárzás leárnyékolására (sugárvédelemre) használják, kihasználva a bóratom nagy neutron-befogó keresztmetszetét.

### Gyógyszerészeti és biológiai alkalmazások
Bórsav: fertőtlenítő, gomba- és vírusölő tulajdonságai miatt víztisztításra használják fel úszómedencékben. A bórsav enyhe oldatát szemfertőtlenítésre használják.
Bortezomib (Velcade): a bór aktív alkotója az első jóváhagyott szerves gyógyszere az új bortezomib gyógyszer-csoportnak. Ezek a gyógyszerek proteaszóma inhibitorok, amelyek a mielómában és a limfóma egyik formájában aktívak (jelenleg is folynak kutatások a limfóma más típusait illetően). A bortezomibban található bór-atom a katalitikus helyén, nagy affinitással és specifitással kötődik a 26S proteaszómához.
- Számos lehetséges bór-10 tartalmú gyógyszert készítettek elő a bór-neutronbefogásos rákterápia számára (BNCT).[102]
- Néhány bórvegyület ígéretesnek mutatkozik az ízületi gyulladás (arthritis) kezelésére, de erre a célra eddig még egyik sem jóváhagyott.[103]

#### Rovarirtók
A bórsavat felhasználják rovarirtóként, nevezetesen hangyák, bolhák, és csótányok ellen.

### Detergensek és fehérítők
A bóraxot felhasználják különböző háztartási mosó-és tisztítószerekben, valamint jelen van néhány fogfehérítő készítményben. Sok tisztítószer, mosószer és mosodai fehérítő aktív oxigénjét a nátrium-perborát adja.

### Egyéb alkalmazások
- Jellegzetes, zöld lángfestése miatt az amorf bórt pirotechnikai célokra használják.[107]
- A keményítő és kazein alapú ragasztók tartalmaznak nátrium-tetraborátot (Na2B4O7 • 10 H2O).
- Néhány korróziógátló rendszer bóraxot tartalmaz.[108]
- A nátrium-borátot folyasztószerként használják az ezüst és arany forrasztásához, valamint ammónium-kloriddal együtt a vasalapú fémek hegesztéséhez.[109] Műanyag- és gumitermékekben pedig égésgátló adalékanyagok.[110]
- A bórsavat (más néven ortobóros-sav) H3BO3 üvegszálas textilek és laposkijelzők gyártásához használják,[72][111] valamint számos polivinil-acetát és polivinil-alkohol alapú ragasztóhoz.
- A trietil-borán egy olyan anyag, amely a Lockheed SR–71 Blackbird Pratt & Whitney J58 típusú gázturbinás sugárhajtóművének üzemanyagának (JP-7) begyújtására szolgál.[112] 1967 és 1973 között a NASA Apollo- és Skylab-programjaihoz használt Saturn V hordozórakéták F-1 motorjának begyújtására is alkalmazták. A trietil-borán az öngyulladó tulajdonsága miatt alkalmas erre a célra, illetve különösen azon tény miatt, hogy nagyon magas hőmérsékleten ég.[113] A trietil-borán a gyökös reakciók ipari iniciátora, amely alacsony hőmérsékleten is hatásos.
- Egyes vegyületei alacsony toxicitásuk miatt kedvelt favédőszerek.[114]

## Biológiai szerepe

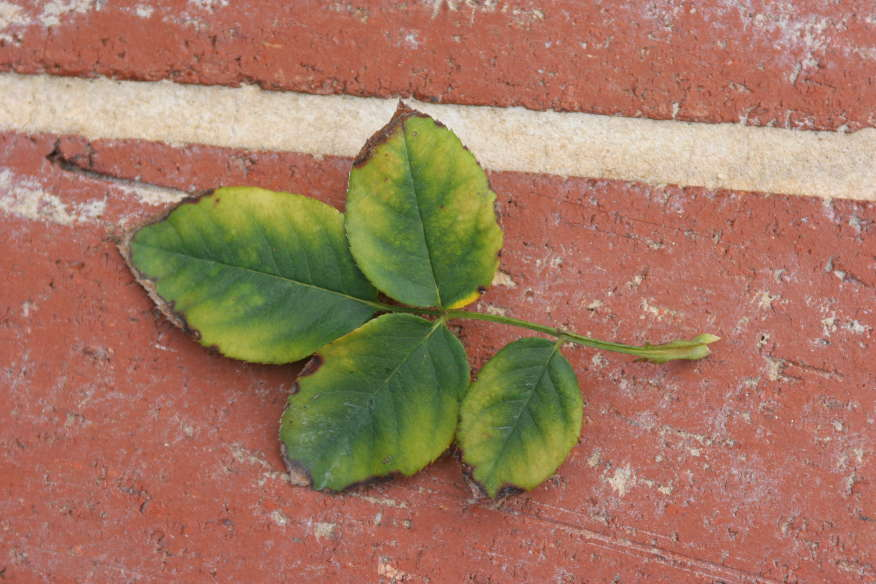
Bórtúladagolás okozta klorózis és elhalás lúgos kémhatású talajon növó rózsa levelein

A bór szükséges az élethez. Egy 2013-as hipotézis feltételezi, hogy a bór és molibdén katalizálta az RNS létrejöttét a Marson, majd körülbelül 3 milliárd évvel ezelőtt meteoritok a Földre szállították azt.
Egyetlen ismert bórtartalmú természetes antibiotikum létezik, a boromycin amelyet a Streptomyces baktériumban izoláltak.
A bór nélkülözhetetlen növényi tápanyag, elsősorban a sejtfalak integritásának fenntartásához szükséges. Ezzel szemben magas talajkoncentrációja (1,0 ppm felett) a levelek marginális és tip nekrózisát okozhatja, valamint gyenge általános növekedési teljesítményhez vezet. Az olyan alacsony szint, mint a 0,8 ppm ugyanezen tünetek megjelenését okozhatja a talajbeli bórra különösen érzékeny növényekben. Majdnem minden növény, még a talaj bórtartalmával szemben toleránsak is a bór-toxicitás bizonyos tüneteit mutatják, ha a bór koncentráció meghaladja az 1,8 ppm szintet. Amikor a koncentráció meghaladja a 2,0 ppm-et, néhány növény jól teljesít, mások viszont nem élik túl. Amikor a növényi szövetek bórtartalma meghaladja a 200 ppm-et, már valószínűleg megjelennek a bór-toxicitás tünetei.
Mint ultra-nyomelem, a bór szükséges a patkányok optimális egészségéhez. A bór-hiány előidézése patkányokban nem könnyű, mivel számukra szükséges bór annyira kis mennyiségű, hogy ultratiszta élelemre és porszűrt levegőre van szükség. A patkányok esetében a bór hiány a rossz bunda, vagy szőr minőségben nyilvánul meg. Feltehetően a bór más emlősökben is szükséges. Emberekben a bór-deficienciát (hiányt) még nem diagnosztizálták. Az emberi étrend széles körben tartalmaz kis mennyiségű bórt, és a szükséges mennyiség a rágcsálókon végzett vizsgálatok alapján, hasonlóan kicsi. A bór pontos élettani szerepe az állatvilágban alig ismert.
A bór minden növényekből készített ételben előfordul. Tápértéke 1989 óta vitatott. Úgy gondolják, hogy a bór számos biokémiai szerepet tölt be az állatokban, beleértve az embert is. Az Egyesült Államok mezőgazdasági minisztériuma (United States Department of Agriculture) által elvégzett kísérletben, amelyben posztmenopauzás nők napi 3 mg bórt szedtek, kiderült, hogy a bórtöbblet 44%-kal csökkenti kalcium kiválasztódást, és aktiválja a D-vitamint és az ösztrogént. Ez arra utal, hogy a bórnak lehetséges szerepe van a csontritkulás elnyomásában. Azt azonban, hogy ezek a hatások szokásosan táplálkozási vagy gyógyászati eredetűek voltak, nem lehetett meghatározni. Az amerikai egészségügyi hivatal (U.S. National Institutes of Health) azt állítja, hogy a normál emberi étrendben a teljes napi bór bevitel a 2,1-4,3 mg bór/nap értékek között mozog.
A 2-es típusú veleszületett endotheliális dystrophia, a szaruhártya dystrophia egy ritka formája az SLC4A11 gén mutációjához kapcsolódik, amely a jelentések szerint az intracelluláris bórkoncentrációt szabályzó transzportert kódolja.
Természetes forrásai: mazsola, mandula, szilva, zöld leveles zöldségek.

### Analitikai mennyiség
Az élelmiszerek vagy anyagok bórtartalmának meghatározásához a kolorimetriás kurkumin módszert alkalmazzák. A bórt bórsavvá vagy boráttá alakítják, majd kurkuminnal savas oldatban reagáltatva egy piros színű, bór-kelát komplex, a rozocianin képződik.

### Egészségügyi hatások és toxicitás
Az elemi bór, a bór-oxid, a bórsav, a borátok, és számos szerves bórvegyület akut módon nem mérgező az emberre és az állatokra nézve (toxicitása hozzávetőleg az asztali sóra hasonlít). A bór medián halálos adagja (LD50), vagyis az a dózis, amelynél 50% a mortalitás, az állatok esetében körülbelül 6 g bór per testtömegkilogramm. Azokat az anyagokat, amelyek LD50 értéke meghaladja a 2 g-ot, nem tekintik mérgezőnek. Az emberre nézve halálos dózis minimumát még nem állapították meg. Napi 4 g bórsav beszedése a jelentések szerint nem jár mellékhatásokkal, de az ennél nagyobb mennyiség bevétele néhány alkalom után már mérgezőnek számít. Több, mint napi 0,5 g bór bevitele 50 napon keresztül, kisebb emésztési zavarokat és mérgezésre utaló problémákat okoz. Egyetlen, 20 g-os orvosi adag bórsav bevétele a bór-neutronbefogásos rákterápia (BNCT) során használt módszer, amely nem jár indokolatlan toxicitással. A halak 30 percig élnek telített bórsav-oldatban, és ennél tovább is képesek életben maradni erős bórax-oldatokban. A bórsav sokkal mérgezőbb a rovarok számára, mint az emlősökre nézve, ezért rutinszerűen használják rovarirtásra.
A bór magas dózisa (17,5 mg bór/testsúlykilogramm fölött) azonban patkány, egér és nyúl esetében egyértelműen károsítja az ivarszerveket (főleg a hímek esetében) és az embriókban károsodást és fejlődési rendellenességeket okoz. Emberek esetében hasonló hatást nem sikerült kimutatni, de az adatok hiányosak és főleg bóraxbányászok, valamint olyan lakosság vizsgálatán alapul, akik magas bórtartalmú ivóvizet fogyasztanak. Az embereket ért dózis nem éri el azt a szintet, ami kísérleti állatokban elváltozásokkal járt. Emiatt az Európai Unióban a bór reprodukciót károsító besorolást kapott és 1%-nál nagyobb bórtartalmú termékek mérgezőnek minősülnek és nem forgalmazhatóak a lakosság számára. A biztonságos dózis (NOAEL) 9,6 mg/testsúlykilogramm/nap.
A boránok (bór-hidrogén vegyületek) és a hasonló gáz-halmazállapotú vegyületek igen mérgezőek. Mint általában, nem az elem az, amely eredendően mérgező, a toxicitás a molekulaszerkezettől függ. A boránok legalább annyira tűzveszélyesek, mint mérgezőek, ezért a kezelésük különleges figyelmet igényel. A nátrium-bórhidrid tűzveszélyes a redukáló természete miatt, és mert savval érintkezve hidrogént szabadít fel. A bór-halogenidek korrozívak.

## Fordítás
Ez a szócikk részben vagy egészben  a   Boron című angol Wikipédia-szócikk ezen változatának fordításán alapul.  Az eredeti cikk szerkesztőit annak laptörténete sorolja fel. Ez a jelzés csupán a megfogalmazás eredetét és a szerzői jogokat jelzi, nem szolgál a cikkben szereplő információk forrásmegjelöléseként.